# 63式37毫米自行高射炮
63式自行高炮改造自T-34/76 1943年型，65式自行高炮改造自T-34/85。其中63式已无遗存，一辆65式保存在美国阿伯丁试验场。
1962年底，通过对比试验，中国军队决定，在手头T-34底盘上安装海军全新的61式雙管37公厘艦炮。
第一批改造的63式自走高射炮是從蘇聯軍歸還旅顺基地时，向中国方面移交的十几辆T-34/76中挑選機件狀況較佳的實施，而状况较差的T-34/76則有4辆援助给了朝鲜。挑選T-34/76的理由是因為這批戰車為早期型號，使用的76.2公厘戰車炮與解放軍在1950年代初獲得軍援之85公厘版本在後勤規格上完全無法互通，通用化改造成本又过高，因此車體底盤成為改裝的最佳首選。車輛改裝則在距離中國人民解放軍海軍旅順基地不远的装甲维修厂进行，这样既可以第一时间就近取得裝備，又可以得到海军方面的专家支援。
这批车被在1963年改造完成，也被称为63式自行高炮，特点是带有海军风格简易的敞开式炮塔和车体两侧的61式弹药箱，但高射炮俯仰並無液壓輔助，仍倚靠全人力轉動操炮。由于DT车载机枪已经落后于时代且缺乏部件，解放军也将它的机枪换成了59式车载机枪，将外防盾改为内防盾。
通过实际使用，陆军认为此种高炮可以担任野战防空的任务，因此在T-34/76的十几辆底盘用光之后，解放军继续用T-34/85的底盘改造自行高炮，这一底盘型号也被称作65式自行高炮，其他结构和63式完全相同。
1966年，“文化大革命”爆发，T-34/85无法继续进行升级和改造，而中国的军工制造产业和装甲兵的发展，则受到了更大的冲击，很多项目和计划陷入停滞，包括65式的改造工作。已改裝完畢的63式和65式最后全部被援助给越南人民軍，在越軍服役則到1990年代才全數退役。目前已知僅存的65式是在1972年復活節攻勢期間越南共和國陸軍第4步兵團所擄獲，這輛防砲車在1975年運回美國，在阿伯丁試驗場進行測評，後成為該實驗場的展覽品之一。2010年移展至奧克拉荷馬州錫爾堡的防空砲兵博物館。

## 使用國家
- 中华人民共和国
- 越南民主共和国